# Farmington (Connecticut)
Farmington – miasto w Stanach Zjednoczonych, w stanie Connecticut, w hrabstwie Hartford.